# Zeno Debast
Zeno Koen Debast (* 24. Oktober 2003 in Halle, Provinz Flämisch-Brabant) ist ein belgischer Fußballspieler.

## Karriere

### Verein
Debast begann im Alter von fünf Jahren in seinem Heimatort beim KSK Halle mit dem Fußballspielen. Zwei Jahre später wechselte er in die Jugend des RSC Anderlecht. Dort spielte er auf verschiedenen Positionen, bis er dauerhaft als Innenverteidiger eingesetzt wurde.
Im Oktober 2019 unterschrieb er seinen ersten Profivertrag, der im Februar 2021 bis 2023 verlängert wurde. Am 2. Mai 2021 gab Debast sein offizielles Debüt in der ersten Mannschaft, als er am ersten Spieltag der Meisterschaftsrunde gegen den FC Brügge in der Schlussphase für Elias Cobbaut eingewechselt wurde. Ein zweites Mal wurde er in dieser Saison im letzten Spiel der Play-off-Runde eingesetzt.
In der Saison 2021/22 waren 5 von 40 möglichen Ligaspielen, alle im Januar und Februar 2022. In der nächsten Saison waren es alle möglichen 34 Ligaspiele, zwei Pokalspiele und 13 Spiele im Europapokal. In der Saison 2023/24 kam er zu 37 von 40 möglichen Ligaspielen sowie drei Pokalspielen.
Im Juli 2024 wechselte er nach Portugal zu Sporting Lissabon und unterschrieb dort einen Vertrag bis 2029.

### Nationalmannschaft
Debast bestritt ab 2018 die belgischen Juniorennationalmannschaften ab der U15 und war später auch in der U16-, U17- und der U19-Auswahl aktiv. Im Sommer 2023 nahm er mit der U21-Nationalmannschaft an der U21-Europameisterschaft teil und bestritt dort alle drei Gruppenspiele, ehe die Mannschaft nach der Vorrunde ausschied.
Parallel dazu wurde Debast am 16. September 2022 für die Spiele der Nations League gegen Wales und die Niederlande erstmals in den Kader der belgischen A-Nationalmannschaft berufen, die er anschließend beide jeweils über die volle Spielzeit bestritt. Anlässlich der Fußball-Weltmeisterschaft 2022 in Katar nominierte ihn Nationaltrainer Roberto Martínez für das belgische Aufgebot. Dort kam er beim belgischen Vorrundenaus jedoch nicht zum Einsatz.
Auch bei der Europameisterschaft 2024 wurde er in den belgischen Kader berufen.